# Prithvi Narayan
Pour les articles homonymes, voir Narayan.
Prithivî Nârâyan Shâh (1722 - 1775 ; népalais : पृथ्वी नारायण शाह) est le dernier roi de la dynastie Shah du royaume Gorkha (en) de 1743 à 1768, chef de la petite principauté située sur l'actuel district de Gorkha. Unifiant un certain nombre d'États indépendants des contreforts de l'Himalaya en 1768, il est considéré comme le fondateur du royaume du Népal qui perdure jusqu'au 28 mai 2008, et dont il est le premier roi.

## Histoire
Les éléments défensifs (murailles percées de portes) de la ville néwar de Kathmandou sont démantelés lorsque les armées de Prithvi Narayan annexent les royaumes Malla, en 1768-69.